# Кравченко Василь Іванович
Васи́ль Іва́нович Кра́вченко (*1956, Житомир) — доктор економічних наук, професор, заслужений економіст України, член Президії Української муніципальної академії, академік цієї академії, фахівець в галузі економіки, фінансів, банківської справи, житлового будівництва, місцевого самоврядування.

## Біографічні відомості
Кравченко Василь Іванович народився у 1956 р. у м. Житомирі, в робітничій родині. У 1973 році закінчив Житомирську середню школу № 16. Батько — Кравченко Іван Маркович (12.11.1909 — 06.03.1987), робітник, фронтовик, інвалід Другої світової війни. Воював у складі Першого Українського фронту у 1034 Артилерійському полку 127 Стрілецької Чистяковської дивізії (третього формування). Нагороджений орденом «Отечественной войны», двома медалями «За отвагу», іншими медалями. Мати — Кравченко Катерина Дмитрівна (01.10.1918 — 15.09.2004). Син — Кравченко Микола Васильович, кандидат економічних наук. Брат — Кравченко Валерій Іванович, журналіст, літератор, кандидат філософських наук.

### Освіта
У 1981 році з відзнакою закінчив Київський державний університет імені Т. Г. Шевченка за спеціальністю «Економіст — викладач політичної економії»
У 1985 році закінчив аспірантуру Київського державного університету  імені Т. Г. Шевченка. Восени того ж року захистив дисертацію на здобуття наукового ступеня кандидата економічних наук. У лютому 1998 року у Київському національному університеті імені Тараса Шевченка захистив дисертацію на здобуття наукового ступеня доктора економічних наук зі спеціальності «фінанси, грошовий обіг і кредит». Тема дисертації: «Місцеві фінанси України»
У жовтні 1999 року обраний академіком і членом Президії Української муніципальної академії. У травні 2001 року присвоєно вчене звання «старший науковий співробітник» з спеціальності «фінанси, грошовий обіг і кредит», а у жовтні 2002 року присвоєно вчене звання «професор кафедри фінансів»

### Кар'єра
- 1973—1976 — працював робітником на промислових підприємствах м. Житомира, служив на строковій службі у армії.
- 1976—1981 — навчався на економічному факультеті Київського державного університету імені Т. Г. Шевченка.
- 1981—1985 — викладач, голова профспілкового комітету Житомирського педагогічного інституту імені І.Франка.
- 1985—1990 — займався розв'язанням економічних проблем на роботі у Житомирському обкомі компартії України, 1990—1992 — старший викладач Житомирського сільськогосподарського інституту, заступник голови комітету з економіки у Житомирському облвиконкомі, заступник начальника управління економіки Житомирської обласної державної адміністрації.
- 1992—1994 — головний консультант, завідувач відділом, заступник керівника Служби Президента України з питань територій.
- 1994—2003 — заступник, перший заступник директора Науково-дослідного фінансового інституту при Міністерстві фінансів України.
- 2003—2006 — Президент Міжнародного інституту фінансів.
- 2006—2012 — Виконавчий секретар Будівельної палати України.
- 2001—2009 — радник-консультант Голови Правління АКБ «Аркада», 2009—2015 — науковий радник-консультант Голови правління ПАТ АКБ «Аркада».
- З 04.2014 — Голова Спостережної ради ПАТ АКБ «Аркада» [Архівовано 27 липня 2016 у Wayback Machine.].
- З 04.2018 — Голова Наглядової ради АТ АКБ «Аркада» [Архівовано 20 червня 2018 у Wayback Machine.].

У 1993 та у 1997 роках двічі обирався Верховною Радою України членом Центральної виборчої комісії з виборів народних депутатів України та Президента України. Був членом Державної комісії України з проведення адміністративної реформи, членом Національної ради з узгодження діяльності загальнодержавних і регіональних органів та місцевого самоврядування, членом Комісії з питань реформи адміністративно-територіального устрою при Президентові України, членом Правління Фонду сприяння місцевому самоврядуванню при Президентові України, а також інших консультативно-дорадчих органів при Президентові України та Кабінеті міністрів України, радником комітетів Верховної Ради України, відповідальним секретарем Наглядової ради з проведення експерименту в житловому будівництві на базі АТ ХК «Київміськбуд».

## Нагороди
Нагороджений орденом «За заслуги» III ступеня, присвоєно почесне звання «Заслужений економіст України». Відзначений Почесними грамотами Кабінету міністрів України, Міністерства фінансів України, Подякою Голови Верховної Ради України, іншими відзнаками.

## Наукова робота, розробки
Один із перших дослідників економіки місцевого самоврядування та місцевих фінансів України, іпотечного ринку житла і житлової економіки країни. Від України виступав з доповіддю «Політика і стратегія децентралізації в Україні» на глобальному форумі ООН «Місцеве самоврядування та соціальні послуги для всіх», що відбувся у Стокгольмі в травні 2000 року. Автор публікацій з питань бюджетної реформи, реформування міжбюджетних взаємовідносин, розвитку столичного регіону, регіональної політики, адміністративної реформи, формування державної території України.
Керівник авторських колективів, із розробки концепцій та законопроектів. Зокрема, концепцій розвитку Міністерства фінансів України, реформування міжбюджетних взаємовідносин, формування комунальної власності, регіональної економічної політики, державно-правового експерименту розвитку місцевого самоврядування в Ірпінському регіоні, формування іпотечного ринку житла в Україні, адміністративної реформи в Україні, та реформи адміністративно-територіального устрою країни, реформування фінансового контролю, житлово-комунальної реформи.
Проходив стажування у Канаді, Франції, Швейцарії, Швеції, Польщі, Угорщині. Організовував та брав участь у численних міжнародних та національних конференціях, семінарах, дискусійних клубах.
Автор понад 200 наукових праць. Найбільш вагомі дослідження:
1. Кравченко В. І. Фінанси місцевих органів влади України: Основи теорії та практики. — К.:НДФІ, 1997. — 276с.
2. Г. О.П'ятаченко, В.І Кравченко, Л.В Кухарець. Міністри фінансів України 1917—1918. Короткі біографії. Передмова. В. І. Кравченко. — Київ, 1998. — 168 с.
3. Кравченко В. І. Місцеві фінанси України: Навч. посіб. — К: Т-во «Знання», КОО, 1999. — 487с. — (вища школа XXI століття)
4. Кравченко В. І. Фінанси місцевого самоврядування України: проблеми становлення (1989—2001).– К: Видавничий дім «КМ Academia», 2001.- 460 с.
5. В.І Кравченко, К. В. Паливода. Фінансування будівництва житла: новітні тенденції. — К: Видавничий дім «Києво-Могилянська академія», 2006—176с. ч.1; теги, 2006—131с. ч.2.
6. В. І. Кравченко, О. Я. Лилик. Основи муніципальної бюджетної політики. К.:2006.- 142 c.
7. Кравченко В. І., Паливода К. В., Поляченко В. А. Основи житлової економіки — К: Основа, 2007. — 416 с.
8. Основы экономической теории: политэкономический аспект: учебник отв.ред. Г. Н. Климко, Л. А. Канищенко, В. Н. Пригода, А. А. Чухно, Д. Н. Черванев, Т. Т. Ковальчук, П.М Леоненко, А. С. Гальчинский, П. С. Ещенко, А. И. Кредисов, В. И. Кравченко, И. С. Ястремский, В. Г. Будров, З. С. Варналий и др.- 3-е изд.,перероб. и доп.- К.: Знання — Прес, 2001—646 с.
9.Кравченко В.І, Мартін Г.Г, Пухтинський М. О. Українсько-шведський проект розвитку місцевого самоврядування у м. Ірпені. Україна-Швеція: Ірпінська міськрада, SIDA, SALA, Фонд сприяння місцевому самоврядуванню України, Науково-дослідний фінансовий інститут при Міністерстві фінансів України. –1997. — 21 с.
10. Кравченко В. І. Глобальні процеси і тенденції розвитку економіки та фінансів України/ Ефективна економіка. — 2013. — № 3 — [Електронний ресурс] режим доступу http://www.economy.nayka.com.ua/
11. Кравченко В. І. 20 років грошової реформи в Україні: гривня потребує реанімації. Економіка та держава,  №10, 2016, с. 4-8.
12. Кравченко В. І. Виклики і загрози Україні, її економіці та фінансам у першій третині XXI століття. Ефективна економіка №10, 2016 [Електронний ресурс] – Режим доступу: http://www.economy.nayka.com.ua/?op=1&z=5170
13. Кравченко В. І. Неофіційні елітарні центри та їх економічний, фінансовий і геополітичний вплив на світове господарство. Інвестиції: практика та досвід №21, 2016, с. 12-16